# Gabriel (Stebluczenko)
Gabriel, imię świeckie Jurij Grigorjewicz Stebluczenko (ur. 30 czerwca 1940 w Chersoniu, zm. 20 maja 2016 w Błagowieszczeńsku) – biskup Rosyjskiego Kościoła Prawosławnego.

## Życiorys
Po ukończeniu szkoły średniej wstąpił do seminarium duchownego w Odessie. W 1966 ukończył Moskiewską Akademię Duchowną, uzyskując tytuł kandydata nauk teologicznych za pracę poświęconą stosunkom między Kościołami prawosławnymi a Kościołami anglikańskimi. 15 czerwca 1966 metropolita leningradzki i ładoski Nikodem przyjął od niego wieczyste śluby zakonne. 19 czerwca tego samego roku został wyświęcony na hierodiakona i skierowany do pracy duszpasterskiej w Wyborgu. Następnie między styczniem 1967 a sierpniem 1968 był sekretarzem rosyjskiej misji prawosławnej w Jerozolimie. W 1968 metropolita Nikodem (Rotow) wyświęcił go na hieromnicha i wyznaczył na proboszcza parafii przy soborze Przemienienia Pańskiego w Wyborgu. Po czterech latach został przeniesiony do parafii Trójcy Świętej w Pskowie, zaś 7 kwietnia 1974 otrzymał godność igumena.
7 kwietnia 1975 patriarcha moskiewski i całej Rusi Pimen wyznaczył go na przełożonego monasteru Pskowsko-Pieczerskiego, podnosząc go równocześnie do godności archimandryty. 19 lipca 1988 Święty Synod Rosyjskiego Kościoła Prawosławnego nominował go na biskupa chabarowskiego i władywostockiego. Uroczysta chirotonia miała miejsce 23 lipca 1988.
31 stycznia 1991 Święty Synod odsunął go od pełnionych funkcji duchownych, zaś 25 marca tego samego roku skierował do monasteru Pskowsko-Pieczerskiego celem odbycia trzyletniej kary kościelnej pod nadzorem miejscowego biskupa. Na wymieniony okres otrzymał również zakaz sprawowania nabożeństw. Przyczyną odsunięcia było złamanie przysięgi biskupiej i niewłaściwe odnoszenie się do osób świeckich.
Po upływie okresu pokuty biskup Gabriel (Stebluczenko) ponownie został członkiem soboru biskupów Patriarchatu Moskiewskiego. Od 21 kwietnia 1994 był biskupem błagowieszczeńskim i tyndyńskim. 25 lutego 2003 r. otrzymał godność arcybiskupa. W październiku 2011 r. został przeniesiony na nowo powstałą katedrę ust-kamienogorską w Kazachstanie. Jednak już 27 grudnia tegoż roku na własną prośbę przeszedł w stan spoczynku. Zmarł w 2016.